# Bernhardswinden
Bernhardswinden (fränkisch: „Bernadswin“) ist ein Gemeindeteil der kreisfreien Stadt Ansbach (Mittelfranken, Bayern). Die Gemarkung Bernhardswinden hat eine Fläche von 8,483 km². Sie ist in 1204 Flurstücke aufgeteilt, die eine durchschnittliche Fläche von 7045,62 m² haben. In ihr liegen neben dem namensgebenden Ort die Gemeindeteile Deßmannsdorf, Kurzendorf, Louismühle und Meinhardswinden.

## Geografie
Im Dorf entspringt der Bernhardswindener Graben, ein rechter Zufluss des Silberbachs. Im Südwesten liegt das Gemeindeholz, im Süden liegen die Schleifwegäcker, im Nordosten liegt das Mittelfeld und im Norden das Gsendnersfeld. Südlich von Bernhardswinden verläuft die A 6. Die Kreisstraße ANs 3/AN 55 führt nach Meinhardswinden (1,8 km nördlich) bzw. nach Rös (1,7 km südlich). Gemeindeverbindungsstraßen führen nach Deßmannsdorf (1,3 km östlich) und Kurzendorf (1,7 km westlich).

## Geschichte
Im Jahre 911 beschloss König Konrad I. auf dem Reichstag zu Forchheim, Wenden aus dem Maingebiet dem Ansbacher Gumbertuskloster zuzuweisen. Diese wurden im 10. Jahrhundert in einem Ring um Ansbach angesiedelt. 1288 wurde der Ort im Testament des Wolfram von Dornberg erstmals urkundlich als „Bernoltswinden“ erwähnt. An dem Grundwort des Ortsnamens „–winden“ ist erkennbar, dass es sich bei diesem Ort um eine solche Wendensiedlung handelt. Das Bestimmungswort ist Bernolt, wohl der Personenname des Siedlungsgründers.
Im 16-Punkte-Bericht des Oberamtes Ansbach von 1684 wurden für Bernhardswinden 24 Mannschaften verzeichnet. Grundherren waren das Hofkastenamt Ansbach (8), das Stiftsamt Ansbach (4), der Bürgermeister und Rat zu Ansbach (1), das eichstättische Kastenamt Herrieden (1), die Herren von Eyb zu Vestenberg (1), die Herren von Eyb zu Neuendettelsau (4) und der Ansbacher Eigenherr von Mohr (5). Das Hochgericht und die Dorf- und Gemeindeherrschaft übte das brandenburg-ansbachische Hofkastenamt Ansbach aus.
Auch gegen Ende des 18. Jahrhunderts gab es in Bernhardswinden 24 Anwesen. Das Hochgericht und die Dorf- und Gemeindeherrschaft übte weiterhin das Hofkastenamt Ansbach aus. Grundherren waren das Fürstentum Ansbach (13 Anwesen; Hofkastenamt Ansbach: 1 Hof, 1 Halbhof, 2 Söldengüter, 1 Gütlein, 2 Leerhäuser, 1 Schmiedgut, 1 Wirtschaftsgut; Stiftsamt Ansbach: 3 Halbhöfe; Ansbacher Rat: 1 Gut), das Rittergut Neuendettelsau der Herren von Eyb (1 Hof, 1 Halbhof, 2 Güter), das Rittergut Frohnhof ebenfalls der Herren von Eyb (1 Hof), Ansbacher Eigenherren (von Mohr: 3 Güter, 1 Halbgut; von Appold: 1 Hof) und das Stiftskapitel Herrieden (1 Gut). Neben diesen Anwesen gab es noch kommunale Gebäude (Schulhaus, Hirtenhaus, Brechhaus). Von 1797 bis 1808 unterstand der Ort dem Justiz- und Kammeramt Ansbach.
1806 kam Bernhardswinden an das Königreich Bayern. Im Rahmen des Gemeindeedikts wurde Bernhardswinden dem 1808 gebildeten Steuerdistrikt Brodswinden und der 1811 gegründeten Ruralgemeinde Brodswinden zugeordnet. 1833 stellten Bernhardswinden, Dombach, Kurzendorf und Meinhardswinden einen Antrag auf Gemeindebildung. Dieser wurde abgelehnt. 1836 stellten Bernhardswinden, Meinhardswinden und Kurzendorf erneut einen Antrag zur Gemeindebildung. Dieser wurde 1839 mit der Auflage genehmigt, die Kosten von 600 Gulden für die Katasterumschreibungen zu tragen, wozu die Orte allerdings nicht in der Lage waren. Es folgten weitere Anträge 1842 und 1854, die ebenfalls ohne Erfolg waren. Am 20. September 1860 wurde der Bildung der Ruralgemeinde Bernhardswinden stattgegeben, zu der Deßmannsdorf, Louismühle und Meinhardswinden zählten. Die Zugehörigkeit von Kurzendorf wurde allerdings abgewiesen. Am 19. Oktober 1873 wurde nach weiteren Anträgen die Umgemeindung von Kurzendorf genehmigt, die 1875 vollzogen wurde.
Die Gemeinde Bernhardswinden war in Verwaltung und Gerichtsbarkeit dem Landgericht Ansbach zugeordnet und in der Finanzverwaltung dem Rentamt Ansbach (1919 in Finanzamt Ansbach umbenannt). Ab 1862 gehörte sie zum Bezirksamt Ansbach (1939 in Landkreis Ansbach umbenannt). Die Gerichtsbarkeit blieb beim Landgericht Ansbach, von 1870 bis 1879 war das Stadt- und Landgericht Ansbach zuständig, seit 1880 ist es das Amtsgericht Ansbach. Die Gemeinde hatte 1964 eine Gebietsfläche von 8,459 km².
Die Siedlung Meinhardswinden wurde bereits im Oktober 1950 nach Ansbach eingemeindet. Am 1. Juli 1972 wurde Bernhardswinden mit zugehörigen Gemeindeteilen im Zuge der Gebietsreform in Bayern nach Ansbach eingemeindet.

### Bodendenkmäler
In der Gemarkung Bernhardswinden gibt es sechs Bodendenkmäler

### Einwohnerentwicklung
Gemeinde Bernhardswinden
| Jahr      | 1861   | 1867   | 1871   | 1875   | 1880   | 1885   | 1890   | 1895   | 1900   | 1905   | 1910   | 1919   | 1925   | 1933   | 1939   | 1946   | 1950   | 1952   | 1961   | 1970   |
| Einwohner | 359    | 334    | 332    | 468    | 522    | 505    | 507    | 521    | 504    | 480    | 473    | 466    | 479    | 455    | 649    | 1097   | 726    | 731    | 597    | 475    |
| Häuser    |        |        |        |        |        | 95     | 97     |        | 95     |        |        |        | 87     |        |        |        | 98     |        | 110    |        |
| Quelle    | [ 17 ] | [ 18 ] | [ 19 ] | [ 20 ] | [ 21 ] | [ 22 ] | [ 23 ] | [ 19 ] | [ 24 ] | [ 19 ] | [ 25 ] | [ 19 ] | [ 26 ] | [ 19 ] | [ 19 ] | [ 19 ] | [ 27 ] | [ 19 ] | [ 12 ] | [ 28 ] |

Ort Bernhardswinden
| Jahr      | 001818 | 001840 | 001861 | 001871 | 001885 | 001900 | 001925 | 001950 | 001961 | 001970 | 001987 | 002010 |
| Einwohner | 145    | 161    | 171    | 164    | 168    | 168    | 166    | 260    | 210    | 236    | 262    | 250    |
| Häuser    | 28     | 28     |        |        | 32     | 33     | 31     | 32     | 41     |        | 64     |        |
| Quelle    | [ 29 ] | [ 30 ] | [ 17 ] | [ 31 ] | [ 22 ] | [ 24 ] | [ 26 ] | [ 27 ] | [ 12 ] | [ 28 ] | [ 32 ] |        |

### Historische Beschreibung
Gottfried Stieber beschrieb den Ort in seinem 1761 erschienenen Werk „Historische und topographische Nachrichten von dem Fürstenthum Brandenburg-Onolzbach“ folgendermaßen:

„Bernhardswinden. Ein in dem Bezirck des Ober-Amts Onolzbach, eine Stunde von der hochfürstlichen Residenz gegen Mittag entlegenes geringes Weyler, welches in Urkunden mittlerer Zeiten auch Bernolzwinden, Bernotswinden gennenet wird, dessen Einwohner der Pfarr-Kirche zu gedachten Onolzbach inparochiret, in politicis aber theils dem Stift-, theils dem Hof-Casten-Amt allda unterworffen, einige aber mit der Vogtheylichkeit inner Etters andern Herrschafften angehörig sind. Ehehin besassen die von Holzingen, und zwar im Jahr 1381 Nicolaus von Holzingen zu Wiesenbruck, die von Seldeneck, und einige andere Familien Güter daselbst, welche nachhero durch Kauff, Tausch, Schenckung etc. an das Gumprechts-Stifft zu Onolzbach gelanget.“

## Religion
Der Ort ist seit der Reformation protestantisch. Die Einwohner evangelisch-lutherischer Konfession waren ursprünglich nach St. Johannis (Ansbach) gepfarrt, seit 1961 ist die Pfarrei Christuskirche (Meinhardswinden) zuständig. Die Einwohner römisch-katholischer Konfession sind nach St. Ludwig (Ansbach) gepfarrt und gehören zu deren Filialkirchengemeinde Unsere Liebe Frau (Meinhardswinden).